# Shoal Creek Estates
Shoal Creek Estates – wieś w Stanach Zjednoczonych, w stanie Missouri, w hrabstwie Newton.